# 9556 Ґейврей
9556 Ґейврей (9556 Gaywray) — астероїд головного поясу, відкритий 8 квітня 1986 року.
Тіссеранів параметр щодо Юпітера — 3,447.